# Usedlost čp. 9 (Medový Újezd)
Usedlost čp. 9 stojí v obci Medový Újezd v okrese Rokycany, v těsné blízkosti místního obecního úřadu a Medoújezdského potoka. Jedná se o typický příklad dvoujizbového venkovského domu z počátku 19. století, jenž je od 16. března 1964 zapsán na seznam kulturních památek.

## Historie a popis
Roubená chalupa s eternitovou sedlovou střechou a polovalbičkami, jejíž lichoběžníkový svisle šalovaný předsazený štít je obrácen směrem k hlavní obecní komunikaci. Obdobným způsobem je vyveden i zadní štít. Pochází z 1. polovina 19. století. Roubená konstrukce na zděné podezdívce je vyspárována bílými spárami. V průčelí má stavení po jednom sdruženém a jednoduchém oknu. Podél boku budovy se nachází restaurované kryté zápraží s vyřezávanými sloupky, připomínající bedněnou pavlač. Interiér domu je dělen na dvě jizby a malou světničku, nacházející se po boku průčelí.
Hospodářská stavení, náležející k usedlosti, nejsou dochovaná a byla nahrazena novostavbami, na které se nevztahuje památková ochrana.